# محمد صالح الجديدي
محمد صالح الجديدي، ولد يوم 17 مارس 1938 في غار الدماءو توفي في 17 مارس 2014، لاعب كرة قدم تونسي.

## سيرة
قدم متأخرا لكرة القدم، تمتع باهتمام المدرب فابيو روكيجياني الذي اكتشف موهبته كهداف وقرر صقل مهاراته.
صالح الجديدي إنظم إلى أكابر النادي الإفريقي في موسم 1958-1959 وأصبح تدريجيا الهداف الرائع. بوجوده في النادي الإفريقي من 1958 إلى 1969، شارك في 222 مباراة في البطولة الوطنية ويعتبر رابع لاعب في تاريخ النادي الإفريقي بعد الصادق ساسي والهادي البياري وكمال الشبلي.
سجل محمد صالح الجديدي 98 هدف في البطولة و12 هدفا في الكأس. مع المنتخب الوطني، سجل في الجملة 17 هدف وفاز بكأس العرب لكرة القدم في 1963.
إنظم في 1969 إلى جمعية مقرين كلاعب ومدرب في نفس الوقت ثم درب العديد من الفرق منها فريقه الأم، النادي الإفريقي، من 1976 إلى 1981.

## روابط خارجية
- محمد صالح الجديدي على موقع قاعدة بيانات كرة القدم.إي يو (الإنجليزية)
- محمد صالح الجديدي على موقع ناشيونال فوتبول تيمز (الإنجليزية)